# Pachydermopériostose
 Mise en garde médicale
La pachydermopériostose est une maladie osseuse héréditaire rare, une forme d'ostéo-arthropathie hypertrophique primitive.
Elle se présente avec des degrés variables d'événements rhumatologiques et dermatologiques.

## Génétique
La maladie est de transmission autosomique souvent dominante et rarement récessive.